# Godfrey Brinley
Godfrey Brinley, né le 22 novembre 1864 et mort le 6 mai 1939, est un joueur américain de tennis des années 1880.

## Palmarès
- US Open : finaliste en simple, challenge round en 1885 contre Richard Sears
- US Open : vainqueur en simple en 1885 contre Percy Knapp (en)
- US Open : finaliste en double en 1886 avec Howard Taylor